# 브워지미에시 부체크
브워지미에시 부체크(폴란드어: Włodzimierz Buczek, 1931년 9월 12일 ~ 1986년 7월 22일)는 폴란드의 화가, 판화가, 미술 교사이다.

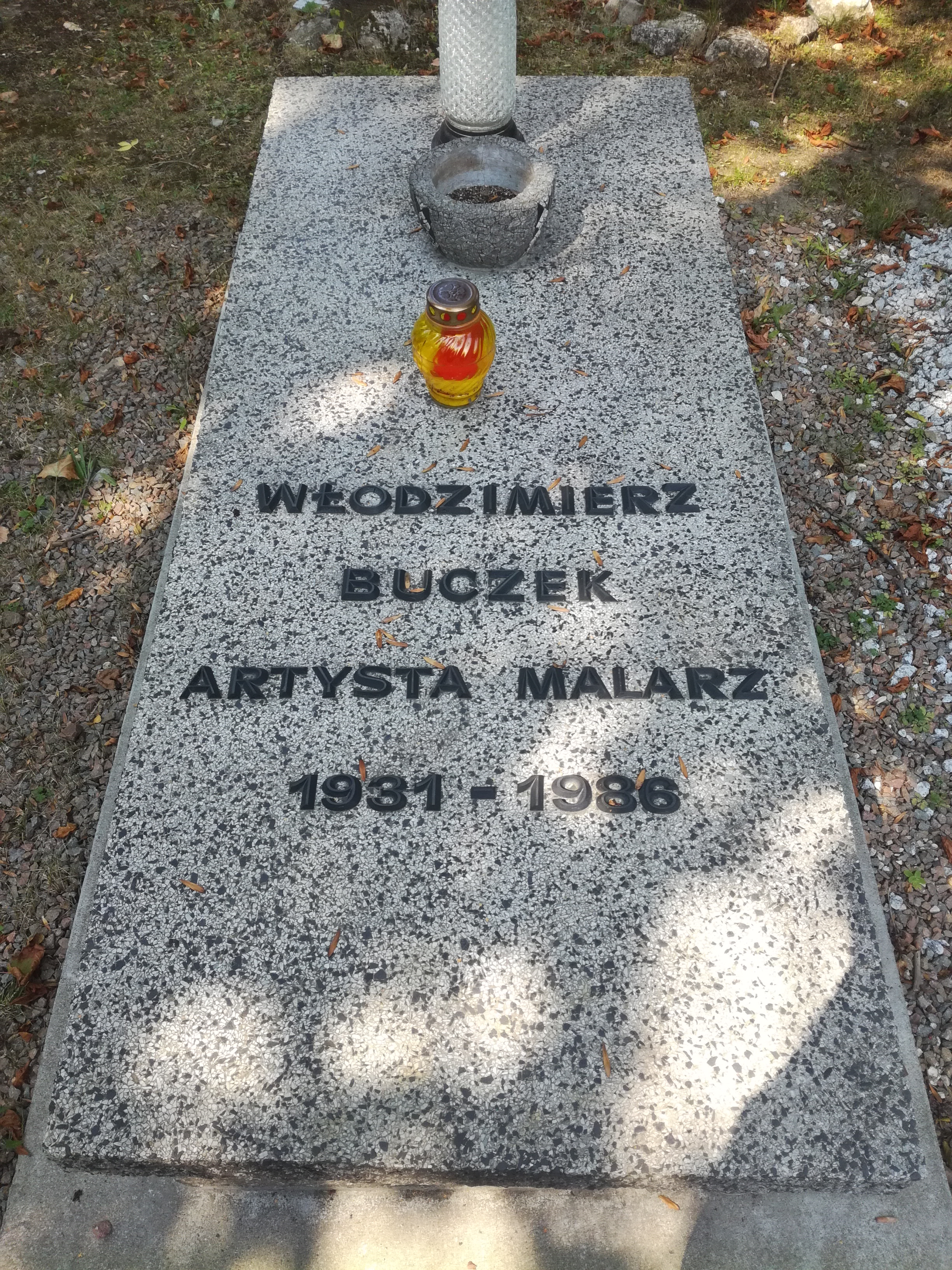
크라쿠프에 위치한 라코비츠키 묘지에 설치된 브워지미에시 부체크의 묘비

## 생애 및 활동
1950년부터 1956년까지 폴란드 크라쿠프 미술 아카데미(Akademii Sztuk Pięknych w Krakowie)에 재학했으며 1951년에는 폴란드 연합노동자당에 입당했다. 1955년에는 폴란드 바르샤바에서 청년 미술가들을 중심으로 열린 "반전 - 반파시즘(Przeciw wojnie – przeciw faszyzmowi)"이라는 제목을 건 국전에 참여했는데 당시에는 "MARG"라는 예술가 그룹에 소속되어 있었다.
1961년에는 유네스코가 후원하고 국제조형예술협회 프랑스 위원회에서 주최한 파리 세계청년화가대회에서 폴란드 대표로 참가했다. 1968년부터 1971년까지 국제조형예술협회 폴란드 위원회의 위원장을 역임했고, 그 기간 동안에는 폴란드 연합노동자당 중앙위원회의 대리위원으로 일했다.
모교인 크라쿠프 미술 아카데미에서 미술 강사로 근무했고, 아카데미 내에 설치된 폴란드 연합노동자당 산하 조직의 초대 사무처장을 역임했다. 바르바라 반두르카(Barbara Bandurka), 보이치에흐 치비에르트니에비치(Wojciech Ćwiertniewicz), 마레크 비엘렌(Marek Bieleń), 마리아 말체프스카베른하르트(Maria Malczewska-Bernhardt), 예지 마르티누프(Jerzy Martynów), 야누시 슈피트(Janusz Szpyt), 브와디스와프 탈라르치크(Władysław Talarczyk), 유제프 젤레크(Józef Zelek)와 같은 훌륭한 제자들을 가르쳤다.
부체크 자신은 생전에 풍경화와 정물화를 가장 좋아했다고 한다.